# Séptimo día (programa de televisión colombiano)
Séptimo día es un programa periodístico de la televisión colombiana, realizado por Caracol Televisión, presentado por Manuel Teodoro y María Lucía Fernández y transmitido todos los domingos a las 9:30pm después de Los Informantes.

## Historia
El programa tuvo una primera época entre 1996 y 2000, con la conducción de Teodoro y Adriana Vargas y coproducida por Prego Televisión, pero Caracol Televisión lo sacó del aire debido a la gran cantidad de demandas que tuvo. La segunda temporada, todavía en el aire, comenzó el 10 de junio de 2007, con Silvia Corzo acompañando a Manuel Teodoro. A partir del 1 de mayo de 2011, la copresentadora es María Lucía Fernández.
El programa cuenta actualmente con la participación de los reporteros: Diego Guauque, Laura Hincapié, Juan Carlos Villani, Wendy Heredia y Carlos Raigoso además de un equipo de trabajo conformado por cinco investigadores periodísticos. También estuvieron como reporteros Marcella Pulido, Alejandra Rodríguez, Andrea Santa, Susana Suescún, Maria Angélica Uscategui, Juan Guillermo Mercado y Lucía Benavente.
El espacio no cuenta con segmentos definidos. Sin embargo, en algunas oportunidades realiza programas de seguimiento a las denuncias presentadas anteriormente (Qué pasó con) y experimentos ciudadanos basados en situaciones cotidianas (Usted qué haría).

## Presentadores
- Manuel Teodoro (1996- )
- María Lucía Fernández (2011- )

## Anteriores
- María Cecilia Botero (1996-1997)
- María Isabel Arias (1997-1998)
- Mabel Kremer (1997-1998)
- Adriana Vargas (1998-2000)
- Silvia Corzo (2007-2011)

## Premios y nominaciones

### Premios India Catalina
| Año  | Categoría                                     | Resultado |
| ---- | --------------------------------------------- | --------- |
| 1998 | Mejor Producción Periodística para Televisión | Ganador   |

### Premios TVyNovelas
| Año  | Categoría                                        | Resultado |
| ---- | ------------------------------------------------ | --------- |
| 2018 | Mejor programa periodístico o noticiero favorito | Nominado  |
| 2017 | Mejor programa periodístico o noticiero favorito | Nominado  |
| 2016 | Mejor programa periodístico o noticiero favorito | Nominado  |
| 2015 | Mejor programa periodístico o noticiero favorito | Nominado  |
| 2014 | Mejor programa periodístico o noticiero favorito | Nominado  |
| 2010 | Mejor programa periodístico                      | Nominado  |
| 2009 | Mejor programa periodístico                      | Nominado  |
| 2008 | Mejor programa periodístico                      | Nominado  |
| 2000 | Mejor programa periodístico                      | Ganador   |
| 1999 | Mejor programa periodístico                      | Ganador   |
| 1998 | Mejor programa periodístico                      | Ganador   |
| 1997 | Mejor programa periodístico                      | Ganador   |

### Premios de Periodismo

#### Simón Bolívar de Periodismo
- 2016[2] Mejor Investigación en Televisión "La comunidad del anillo" (mención especial)
- 2010 Mejor Investigación en Televisión "Malos Hábitos"
- 1998 Mejor Crónica en Televisión "Colombia en la ruta de un Sueño"
- 1996 Mejor Crónica en Televisión "Muchas cartas, pocas palabras"

#### Premio Nacional de Periodismo Asoprensa
- 2015 Mejor Programa Investigativo

#### Premios Talento Caracol
- 2014 Mejor Programa Informativo o Programa de Opinión

#### Premios Círculo de Periodistas de Bogotá (CPB)
- 2010 Mejor trabajo Periodístico en Televisión: Batallas ganadas, guerras perdidas
- 2008[3] Mejor trabajo Periodístico en Televisión: